# Ранджелович, Предраг (сербский футболист)
Пре́драг Рандже́лович (серб. Предраг Ранђеловић / Predrag Ranđelović; 13 сентября 1976, Ниш, СФРЮ) — сербский футболист, нападающий.

## Биография
В начале карьеры выступал за сербский клубы «Звездара».
В 1999 году переехал в Россию, где довольно успешно играл за «Анжи» (Махачкала) (1999—2001). 17 мая 2000 года в матче против воронежского «Факела» сделал первый и единственный хет-трик «Анжи» в высшем дивизионе. В 2001 году перешёл в ЦСКА (2001—2002). За эти два клуба забил в общей сложности 22 гола в 70 матчах. Однако в межсезонье-2002, не вписавшись в тренерскую концепцию нового главного тренера ЦСКА Валерия Газзаева, был продан в петербургский «Зенит» (2002—2003), где отметился первым в истории «Зенита» хет-триком в еврокубках. Предраг забил за «Зенит» в Кубке УЕФА 2002/03, в матче против андоррской команды «Энкам».
После этого уехал из России и практически выпал из поля зрения, выступая за малоизвестные восточноевропейские клубы: румынскую «Университатя» (Крайова), сербский «Обилич», австрийский «Адмира Ваккер Мёдлинг» и сербский клуб «Бежания».
С 2008 года выступал за черногорский клуб «Рудар» из города Плевля. В 2011 году перешёл в «Могрен».
В августе 2014 стал тренером в Академии клуба «Краснодар».

## Достижения

### Командные
- Победитель первого дивизиона первенства России 1999.

### Личные
- В списках 33 лучших футболистов чемпионата России: № 3 (2000)